# نئو سول
نئو سول (به انگلیسی: Neo soul) ژانری از موسیقی عامه‌پسند است. این اصطلاح نخستین بار در اواخر دههٔ ۱۹۹۰، توسط کارآفرین صنعت موسیقی کیدار مسنبرگ معرفی شد و در توصیف سبکی از موسیقی به کار می‌رفت که از ترکیب سول و آراندبی معاصر ایجاد شده‌بود. این سبک با اتکا به موسیقی سول، نسبت به همتای آراندبی خود، از قواعد مرسوم کم‌تری پیروی می‌کرد و با عناصری از فانک، جاز فیوژن، هیپ هاپ، موسیقی آفریقایی، پاپ، راک و موسیقی الکترونیک ادغام شده‌بود. نئو سول به‌خاطر تأثیرپذیری از آراندبی سنتی، متون آگاهی‌محور و حضور قدرتمند زنان، مورد توجه ترانه‌سرایان واقع شده‌است.

## مطالعهٔ بیشتر
- Laird, Roland (25 August 2009). "Maxwell and the Soul of Neo Soul". PopMatters.
- McKnight, Mario David (22 December 2007). "Afrofuturism and post-soul possibility in black popular music". African American Review. St. Louis.
- Ofori-Atta, Akoto (27 June 2012). "Is It a Wrap for Neo-Soul?". The Root. Washington, D.C. Archived from the original on 19 July 2012.